# Werner Thärichen
Werner Thärichen (Neuhardenberg, 1921 - Berlín, 2008) fou el timbaler de l'Orquestra Filharmònica de Berlín. Va estudiar composició i direcció a la Hochschule für Musik de Berlin. També va aprendre flauta i piano, i fou percussionista i timbaler en diverses orquestres. Thärichen és conegut sobretot pel seu Concert per a Timbals i Orquestra, Op. 34 (1954), el qual va tocar com a solista i també dirigir. El concert va ser escrit per al seu fill Nicolai, a qui va fer classes de percussió i el qual es va fer un nom com a pianista de jazz, compositor i arranjador.